# Sev
El riu Sev (en rus Сев) passa per les províncies de Kursk i de Briansk. Neix prop de Gremiatxe i desemboca al riu Nerussa. Travessa la ciutat de Sevsk.